# Перелік пускових дільниць і нових станцій Харківського метрополітену
|  | Службовий список статей, створений для координації робіт з розвитку теми. Це попередження не встановлюється на інформаційні списки і глосарії. |

У цьому списку пред'явлені усі пускові дільниці Харківського метрополітену.

## Перелік пускових дільниць
| Лінія | Дільниця                                | Дата                | Станцій | Довжина, км | Станцій разом | Довжина разом | Примітки |
| ----- | --------------------------------------- | ------------------- | ------- | ----------- | ------------- | ------------- | -------- |
| 1     | Вулиця Свердлова — Московський проспект | 23 серпня 1975      | 8       | 10, 4       | 8             | 10,4          |          |
| 1     | Московський проспект — Пролетарська     | 11 серпня 1978      | 5       | 6,9         | 13            | 17,3          |          |
| 2     | Історичний музей — Барабашова           | 11 серпня 1984      | 5       | 6,6         | 18            | 23,9          |          |
| 2     | Барабашова — Героїв Праці               | 24 жовтня 1986      | 3       | 3,6         | 21            | 27,5          |          |
| 3     | Метробудівників — Наукова               | 6 травня 1995       | 5       | 6,1         | 26            | 33,6          |          |
| 3     | Наукова — 23 серпня                     | 21 серпня 2004      | 2       | 2,6         | 28            | 36,2          |          |
| 3     | 23 серпня — Олексіївська                | 21 грудня 2010      | 1       | 2,1         | 29            | 38,3          |          |
| 3     | Олексіївська — Перемога                 | 25 (19) серпня 2016 | 1       | 1,1         | 30            | 39,4          |          |